# Superband
A Superband (hangul: 슈퍼밴드, Sjuphobendu, RR: Syupeobaendeu) dél-koreai tehetségkutató műsor, melyet a JTBC csatorna vetített 2019 áprilisa és júliusa között. A műsorban indie zenészek versenyeztek azért, hogy együttest alakítva elnyerjék a fődíjat, ami lemezszerződés, pénzdíj és egy utcai terepjáró volt. A műsor győztese a Hoppipolla együttes lett. A műsort a Phantom Singer és a Hidden Singer producerei készítették.
A kábeltelevíziós műsorok tekintetében jónak mondható, 3%-os átlagnézettséggel vetítették. Pozitív és negatív kritikát is kapott a műsor, bár a koncepciót és a műfaji sokszínűséget jónak ítélték, a kritikusok problémásnak tartották a női versenyzők hiányát és a nézők kihagyását a döntési folyamatból (az utolsó rész telefonos szavazásától eltekintve). 
A második és harmadik helyezett együttes is lemezszerződést kötött különböző kiadókkal.

## Koncepció
A műsorba több mint 121 zenészt, énekest hívtak meg, akik főképp indie műfajokban tevékenykedtek, utcazenészektől csellistákig, sokféle műfajból. Az előválogató során válogatták ki a műsorba bekerülő egyéni előadókat, akiknek a műsor folyamán alkalmi együtteseket kellett létrehozni, és egymás ellen versenyezni. A fődíj százmillió KRW, egy lemezszerződés és világ körüli turné lehetősége volt.
A 121 versenyzőből a zsűri választott ki 53-at, a kiválasztást a műsor nem sugározta. A zenészek egyenként bemutatkoztak, ezt az adásban rövidítve, megvágva adták le az első két részben, egyes zenészek előadását csupán az interneten tették közzé. Az első két fordulóban egy csoportban két együttes mérkőzött meg. Az együttesek vezetőjét (frontman) a zsűritagok (Producerek) választották ki, 16-ot. A vezetők saját igényük szerint választhatták ki a csapattagokat; egy zenész csak egy csapatba kerülhetett. A produkciókat a zsűri értékelte egyéni szavazással.
A műsor nagy részét előre felvették és megvágva küldték adásba, a döntőt azonban élőben közvetítették. A döntő során az első és második elődöntő pontszámai (35%), internetes előszavazás (5%) és az élő adásban történt nézői szavazatok (60%) alapján határozták meg a győztes együttest.

## Zsűri
A Producerek néven szereplő zsűritagok:

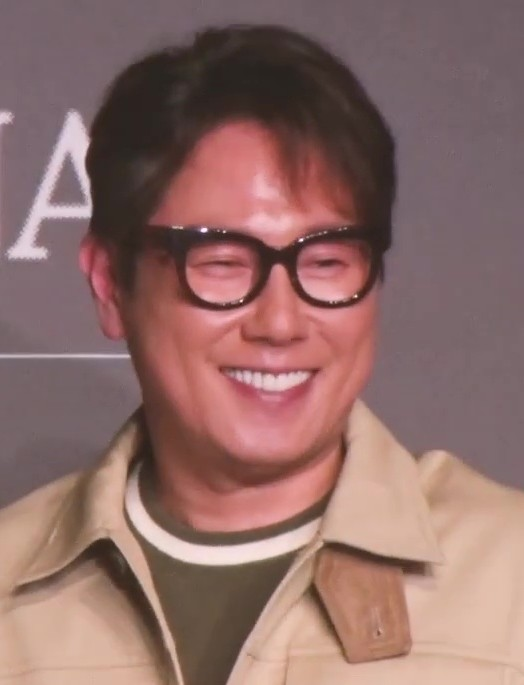
Jun Dzsongsin (Yun Jong-sin) (윤종신), énekes-dalszerző, zenei producer
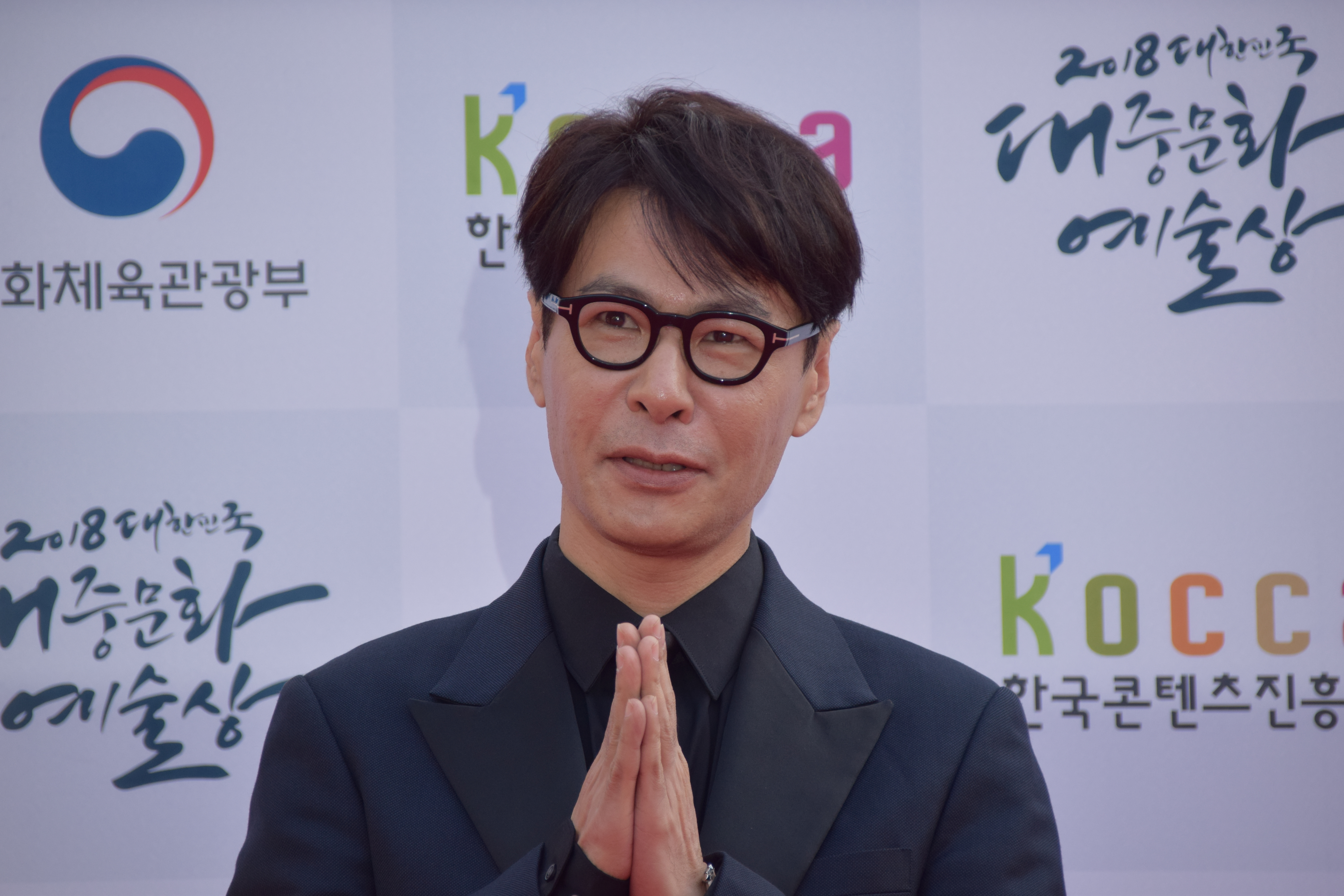
Jun Szang (Yun Sang) (윤상) (a OnePiece zenei producercsapat tagja)
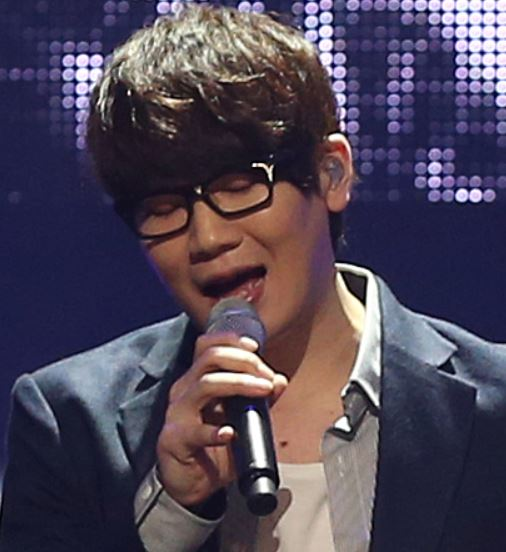
Kin Dzsongvan (Kim Jong-wan) (김종완) (Nell együttes)
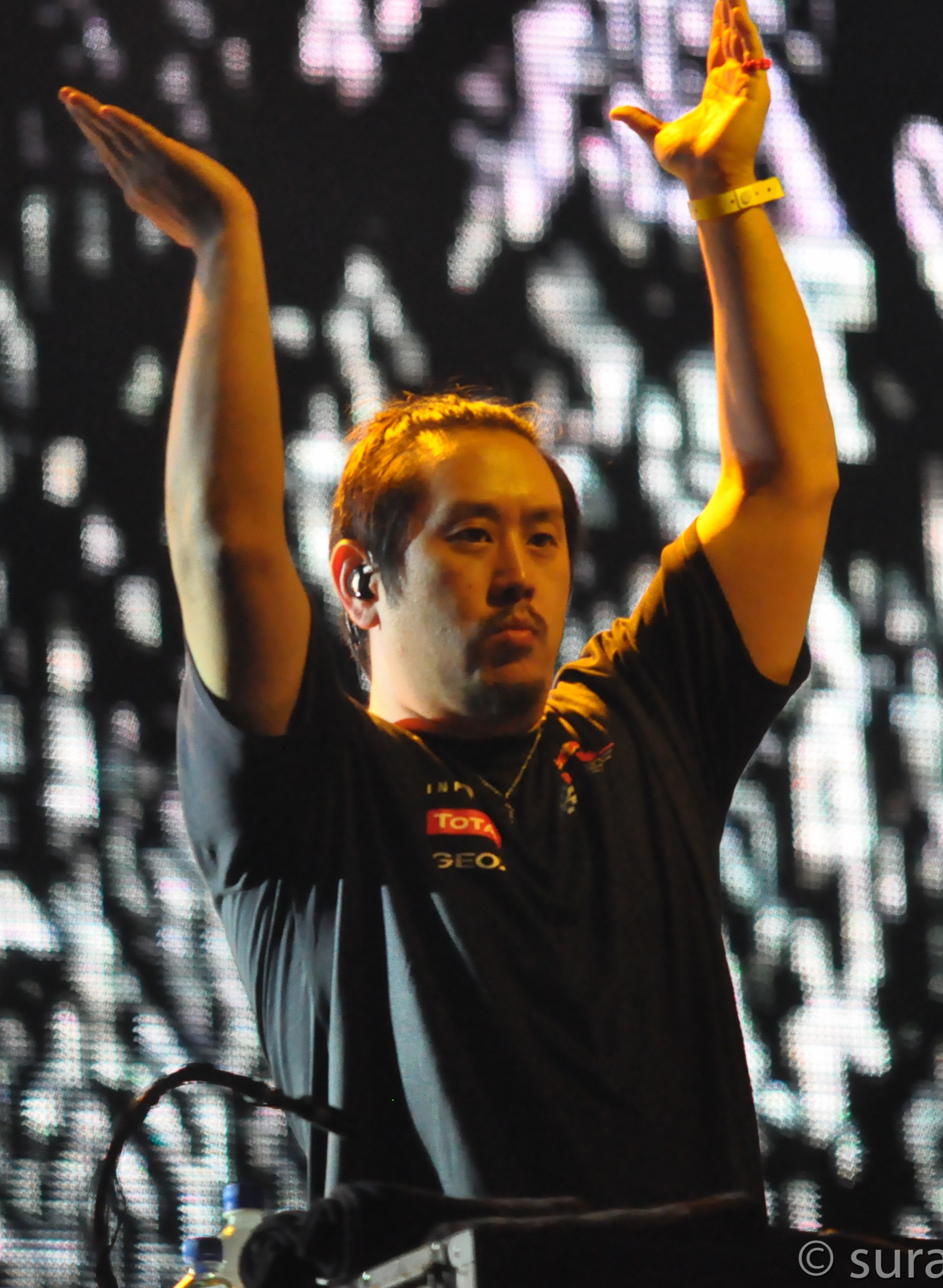
Joe Hahn (Linkin Park)
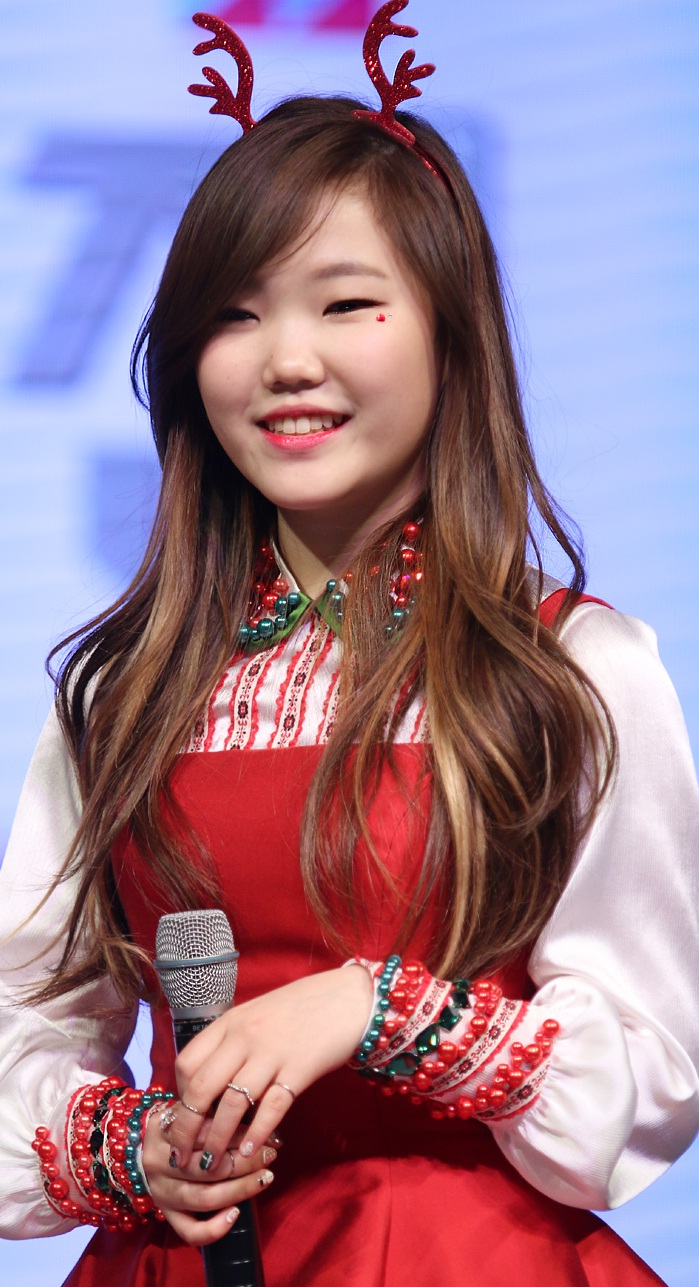
I Szuhjon (Lee Su-hyeon) (이수현) (Akdong Musician)

## Versenyzők
| Hangszer             | Név                                         | Fordulók (F) | Fordulók (F) | Fordulók (F) | Fordulók (F) | Elődöntő | Élő döntő      | Megjegyzés                                                                 |
| Hangszer             | Név                                         | 1F           | 2F           | 3F           | 4F           | Elődöntő | Élő döntő      | Megjegyzés                                                                 |
| -------------------- | ------------------------------------------- | ------------ | ------------ | ------------ | ------------ | -------- | -------------- | -------------------------------------------------------------------------- |
| énekes               | Kim Uszong (김우성, Kim U-seong)            |              |              |              |              |          |                | A The Rose együttes tagja                                                  |
| énekes               | Kim Dzsibom (김지범, Kim Ji-beom)           |              |              |              |              |          |                |                                                                            |
| énekes               | Sin Gvangil (신광일, Sin Gwang-il)          |              |              |              |              |          |                |                                                                            |
| énekes               | I'll                                        |              |              |              |              |          | győztes csapat | No Minu (No Min-woo) öccse                                                 |
| énekes               | An Szongdzsin (안성진, An Seong-jin)        |              |              |              |              |          |                | A The Vipers együttes tagja                                                |
| énekes               | I Jonghun (이용훈, Lee Yong-hun)            |              |              |              |              |          |                |                                                                            |
| énekes               | I Dzsuhjok (이주혁, Lee Ju-hyeok)           |              |              |              |              |          |                | A Gift (기프트) együttes tagja                                             |
| énekes               | I Cshanszol (이찬솔, Lee Chan-sol)          |              |              |              |              |          |                |                                                                            |
| énekes               | Im Gundzsu (임근주, Im Geun-ju)             |              |              |              |              |          |                | A Kanungdong bendu (가능동밴드, Kaneungdong baendeu) együttes tagja        |
| énekes               | Zai.Ro (자이로)                             |              |              |              |              |          |                |                                                                            |
| énekes               | Cso Gon (조곤, Jo Gon)                      |              |              |              |              |          |                | Az Oyster (오이스터) együttes tagja                                        |
| énekes               | Cso Hangjol (조한결, Jo Han-gyeol)          |              |              |              |              |          |                |                                                                            |
| énekes               | Ju Dzsiszang (유지상, Ju Ji Sang)           |              |              |              |              |          |                | Ju Donggun (Yu Dong-geun) (유동근) és Cson Inhva (Jeon Inhwa) (전인화) fia |
| énekes               | Cshanhü (찬휘, Chanhwi)                     |              |              |              |              |          |                |                                                                            |
| énekes               | Cshe Bohun (Chae Bo-hun) (채보훈)           |              |              |              |              |          |                | The VANE                                                                   |
| énekes               | Cshö Szangjop (최상엽, Choi Sang-yeop)      |              |              |              |              |          |                |                                                                            |
| énekes               | Kevin Oh (케빈 오)                          |              |              |              |              |          |                | Superstar K 7-győztes                                                      |
| énekes               | Ha Hjonszang (하현상, Ha Hyeon-sang)        |              |              |              |              |          | győztes csapat |                                                                            |
| énekes               | Isaac Hong (홍이삭)                         |              |              |              |              |          |                |                                                                            |
| gitár                | Kim Jongszo (김영소, Kim Yeong-so)          |              |              |              |              |          | győztes csapat |                                                                            |
| gitár                | Kim Dzsunhjop (김준협, Kim Jun-hyeop)       |              |              |              |              |          |                | Az Oyster együttes tagja                                                   |
| gitár                | Pak Csihvan (박지환, Park Ji-hwan)          |              |              |              |              |          |                |                                                                            |
| gitár                | Sin Hjonbin (신현빈, Sin Hyeon-bin)         |              |              |              |              |          |                |                                                                            |
| gitár                | Jang Dzsivan (양지완, Yang Ji-wan)          |              |              |              |              |          |                | A Cardean (카딘) együttes tagja                                            |
| gitár                | I Gangho (이강호, Lee Gang-ho)              |              |              |              |              |          |                |                                                                            |
| gitár                | Im Hjongbin (임형빈, Im Hyeong-bin)         |              |              |              |              |          |                |                                                                            |
| gitár                | Hvang Szungmin (황승민, Hwang Seung-min)    |              |              |              |              |          |                | A Shirts Boy Frank (셔츠보이프랭크) együttes tagja                         |
| basszusgitár         | Kim Hadzsin (김하진, Kim Ha-jin)            |              |              |              |              |          |                | A Cardean (카딘) együttes tagja                                            |
| basszusgitár         | Kim Hjongu (김형우, Kim Hyeong-u)           |              |              |              |              |          |                | A Gift (기프트) együttes tagja                                             |
| basszusgitár         | I Dzsonghun (이종훈, Lee Jeong-hun)         |              |              |              |              |          |                |                                                                            |
| basszusgitár         | Cso Vonszang (조원상, Jo Won-sang)          |              |              |              |              |          |                | A Jenebara (얘네바라, Yaenebara) együttes tagja                            |
| dobok                | Kang Gjongjun (강경윤, Gang Gyeong-yun)     |              |              |              |              |          |                |                                                                            |
| dobok                | Kim Cshihon (김치헌, Kim Chi-heon)          |              |              |              |              |          |                |                                                                            |
| dobok                | Pak Jongdzsin (박영진, Park Yeong-jin)      |              |              |              |              |          |                |                                                                            |
| dobok                | I Sijong (이시영, Lee Si-yeong)             |              |              |              |              |          |                |                                                                            |
| dobok                | Csong Gvanghjon (정광현, Jeong Gwang-hyeon) |              |              |              |              |          |                |                                                                            |
| dobok                | Cshö Jongdzsin (최영진, Choi Yeong-jin)     |              |              |              |              |          |                |                                                                            |
| dobok                | Hvang Mindzse (황민재, Hwang Min-jae)       |              |              |              |              |          |                | A One Nation (원네이션) együttes tagja                                     |
| zongora billentyűsök | Kim Gjumok (김규목, Kim Gyu-mok)            |              |              |              |              |          |                | A HOA (호아) együttes tagja                                                |
| zongora billentyűsök | I Nau (이나우 , Lee Na-u)                   |              |              |              |              |          |                |                                                                            |
| szaxofon             | Kim Dongbom (김동범, Kim Dong-beom)         |              |              |              |              |          |                |                                                                            |
| szaxofon             | Mellow Kitchen (멜로우 키친)                |              |              |              |              |          |                |                                                                            |
| klasszikus gitár     | Kim Uthak (김우탁, Kim U-tak)               |              |              |              |              |          |                |                                                                            |
| hegedű               | Nam Gunhjong (남근형, Nam Geun-hyeong)      |              |              |              |              |          |                |                                                                            |
| hegedű               | Pendzsi (벤지, Benji)                       |              |              |              |              |          |                |                                                                            |
| hegedű               | Sin Jecshan (신예찬, Sin Ye-chan)           |              |              |              |              |          |                | A Kanungdong bendu (가능동밴드, Kaneungdong baendeu) együttes tagja        |
| cselló               | Pak Cshanjong (박찬영, Park Chan-yeong)     |              |              |              |              |          |                |                                                                            |
| cselló               | Hong Dzsinho (홍진호, Hong Jinho)           |              |              |              |              |          | győztes csapat |                                                                            |
| lemezlovas           | Nomad (노마드)                              |              |              |              |              |          |                |                                                                            |
| lemezlovas           | DPOLE (디폴)                                |              |              |              |              |          |                |                                                                            |
| szájharmonika        | Pak Csongszong (박종성, Park Jong-seong)    |              |              |              |              |          |                |                                                                            |
| harmonika            | I Dzsavon (이자원, Lee Ja-won)              |              |              |              |              |          |                |                                                                            |
| ütőhangszerek        | Csong Szol (정솔, Jeong Sol)                |              |              |              |              |          |                |                                                                            |

## Előadások

### 3–5. epizód: 1. forduló
| Epizód | Párbaj | Csapat                         | Tagok | Dal címe                                                                         | Eredeti előadó                           | Videó | Producerek pontjai                                            |
| ------ | ------ | ------------------------------ | --- | -------------------------------------------------------------------------------- | ---------------------------------------- | ----- | ------------------------------------------------------------- |
| 3.     | 1      | Cso Vonszang (Jo Won-sang)     | Cso Vonszang (Jo Won-sang) I Gangho (Lee Gang-ho) Im Hjongbin (Im Hyeong-bin) Kim Jongszo (Kim Yeong-so)               | Adventure of A Lifetime                                                          | Coldplay                                 |       | 5:0                                                           |
| 3.     | 1      | Ha Hjonszang (Ha Hyeon-sang)   | Ha Hjonszang (Ha Hyeon-sang) Sin Jecshan (Sin Ye-chan) Hong Dzsinho (Hong Jinho)                                       | Viva La Vida                                                                     | Coldplay                                 |       | 5:0                                                           |
| 3.     | 2      | Isaac Hong                     | Isaac Hong Csong Szol (Jeong Sol) I Nau (Lee Na-u) I Dzsavon (Lee Ja-won)                                              | Ne kiok szogi szonjon (Nae gieok sogui sonyeon) (내 기억 속의 소년)              | saját szerzemény                         |       | 1:4                                                           |
| 3.     | 2      | Kevin Oh                       | Kevin Oh I Dzsonghun (Lee Jong-hun) Kang Gjongjun (Gang Gyeong-yun)                                                    | Fireflies                                                                        | Owl City                                 |       | 1:4                                                           |
| 4.     | 3      | Pendzsi (Benji)                | Pendzsi (Benji) DPOLE Cso Hangjol (Jo Han-gyeol)                                                                       | Sjaphui jodzsom (Syapuui yojeom) (샴푸의 요정)                                   | Pitkva szogum (빛과 소금, Bitgwa sogeum) |       | 3:2                                                           |
| 4.     | 3      | Im Gundzsu (Im Geun-ju)        | Im Gundzsu (Im Geun-ju) Kim Uthak (Kim U-tak) Nam Gunhjong (Nam Geun-hyeong) Pak Cshanjong (Park Chan-yeong)           | O kudenun arumdaun join (O geudaeneun areumdaun yeoin) (오 그대는 아름다운 여인) | Tulgukhva (들국화, Deulgukhwa)           |       | 3:2                                                           |
| 4.     | 4      | I'll                           | I'll Kim Dongbom (Kim Dong-beom) Kim Cshihon (Kim Chi-heon) Pak Csihvan (Park Ji-hwan)                                 | Pomnal (봄날, Beomnal)                                                           | BTS                                      |       | 2:3                                                           |
| 4.     | 4      | Zai.Ro                         | Zai.Ro Sin Gvangil (Sin Gwang-il) I Jonghun (Lee Yong-hun) Ju Dzsiszang (Yu Ji-sang)                                   | Hard To Say I'm Sorry                                                            | Chicago                                  |       | 2:3                                                           |
| 4.     | 5      | Jang Dzsivan (Yang Ji-wan)     | Jang Dzsivan (Yang Ji-wan) Kim Hadzsin (Kim Ha-jin) Csong Gvanghjon (Jeong Gwang-hyeon) Cshe Bohun (Chae Bo-hun)       | Paradise Lost                                                                    | Gain                                     |       | 1:4                                                           |
| 4.     | 5      | An Szongdzsin (An Seong-jin)   | An Szongdzsin (An Seong-jin) Hvang Szungmin (Hwang Seung-min) Kim Gjumok (Kim Gyu-mok) Cshö Jongdzsin (Choi Yeong-jin) | Teriam (대리암, Daeriam)                                                         | saját szerzemény                         |       | 1:4                                                           |
| 5.     | 6      | Kim Uszong (Kim U-seong)       | Kim Uszong (Kim U-seong) I Cshanszol (Lee Chan-sol)                                                                    | Sign of the Times                                                                | Harry Styles                             |       | 3:2                                                           |
| 5.     | 6      | Cshö Szangjop (Choi Sang-yeop) | Cshö Szangjop (Choi Sang-yeop) Pak Csongszong (Park Jong-seong)                                                        | Iszanghe (이상해, Isanghae)                                                      | I Dzsok (Lee Jeok) (이적)                |       | 3:2                                                           |
| 5.     | 7      | I Dzsuhjok (Lee Ju-hyeok)      | I Dzsuhjok (Lee Ju-hyeok) Kim Hjongu (Kim Hyeong-u) Nomad                                                              | O                                                                                | Coldplay                                 |       | 4:1                                                           |
| 5.     | 7      | Mellow Kitchen                 | Mellow Kitchen Pak Jongdzsin (Park Yeong-jin) Cshanhü (Chanhwi)                                                        | Problem                                                                          | Ariana Grande                            |       | 4:1                                                           |
| –      | –      | Kim Dzsibom (Kim Ji-beom)      | Kim Dzsibom (Kim Ji-beom) Sin Hjonbin (Sin Hyeon-bin) I Sijong (Lee Si-yeong)                                          | 5GLOVE                                                                           | saját szerzemény                         |       | nem került adásba (Győztes: Kim Dzsibom (Kim Ji-beom)-csapat) |
| –      | –      | Cso Gon (Jo Gon)               | Cso Gon (Jo Gon) Kim Dzsunhjop (Kim Jun-hyeop) Hvang Mindzse (Hwang Min-jae)                                           | Kidult                                                                           | saját szerzemény                         |       | nem került adásba (Győztes: Kim Dzsibom (Kim Ji-beom)-csapat) |

### 5–7. epizód: 2. forduló
| Epizód | Párbaj | Csapat                         | Tagok | Dal címe                               | Eredeti előadó                    | Videó | Producerek pontjai |
| ------ | ------ | ------------------------------ | --- | -------------------------------------- | --------------------------------- | ----- | ------------------ |
| 5.     | 1      | I'll                           | I'll Kim Jongszo (Kim Yeong-so) Nomad Hong Dzsinho (Hong Jin-ho)                                                      | Castle on the Hill                     | Ed Sheeran                        |       | 3:2                |
| 5.     | 1      | Cshe Bohun (Chae Bo-hun)       | Cshe Bohun (Chae Bo-hun) Csong Gvanghjon (Jeong Gwang-hyeon) I Nau (Lee Na-u)                                         | Stop Crying Your Heart Out             | Oasis                             |       | 3:2                |
| 6.     | 2      | Cso Vonszang (Jo Won-sang)     | Cso Vonszang (Jo Won-sang) I Gangho (Lee Gang-ho) Csong Szol (Jeong Sol) Ha Hjonszang (Ha Hyeon-sang)                 | Virtual Insanity                       | Jamiroquai                        |       | 0:5                |
| 6.     | 2      | Kevin Oh                       | Kevin Oh Kang Gjongjun (Kang Gyeong-yun) Sin Gvangil (Sin Gwang-il) Pak Cshanjong (Park Chan-yeong)                   | Nuguobsszo (누구없소, Nugueobsso)      | Han Jonge (Han Yeong-ae) (한영애) |       | 0:5                |
| 6.     | 3      | Kim Dzsibom (Kim Ji-beom)      | Kim Dzsibom (Kim Ji-beom) Sin Hjongbin (Sin Hyeong-bin) Cso Gon (Jo Gon)                                              | Love Me Through the Night              | saját szerzemény                  |       | 2:3                |
| 6.     | 3      | Pendzsi (Benji)                | Pendzsi (Benji) Kim Dongbom (Kim Dong-beom) I Dzsavon (Lee Ja-won)                                                    | Jegophjon (예고편, Yegopyeon) (TEASER) | saját szerzemény                  |       | 2:3                |
| 6.     | 4      | An Szongdzsin (An Seong-jin)   | An Szongdzsin (An Seong-jin) Kim Gjumok (Kim Gyu-mok) Cshö Jongdzsin (Choi Yong-jin) Hvang Szungmin (Hwang Seung-min) | F=ma                                   | saját szerzemény                  |       | 2:3                |
| 6.     | 4      | Pak Jongdzsin (Park Yeong-jin) | Pak Jongdzsin (Park Yeong-jin) Kim Hadzsin (Kim Ha-jin) Jang Dzsivan (Yang Ji-wan) Isaac Hong                         | Royals                                 | Lorde                             |       | 2:3                |
| 7.     | 5      | Kim Uszong (Kim U-seong)       | Kim Uszong (Kim U-seong) DPOLE Mellow Kitchen Kim Hjongu (Kim Hyeong-u)                                               | ILYSB (I Love You So Bad)              | LANY                              |       | 1:4                |
| 7.     | 5      | I Dzsonghun (Lee Jeong-hun)    | I Dzsonghun (Lee Jeong-hun) Hvang Mindzse (Hwang Min-jae) I Cshanszol (Lee Chan-sol)                                  | Skyfall                                | Adele                             |       | 1:4                |
| 7.     | 6      | I Dzsuhjok (Lee Ju-hyeok)      | I Dzsuhjok (Lee Ju-hyeok) Im Hjongbin (Im Hyeong-bin) Kim Dzsunhjop (Kim Jun-hyeop)                                   | Szonjon (소년, Sonyeon)                | Jun Szang (Yun Sang)              |       | 4:1                |
| 7.     | 6      | Sin Jecshan (Sin Ye-chan)      | Sin Jecshan (Sin Ye-chan) Kim Uthak (Kim U-tak) Nam Gunhjong (Nam Geun-hyeong) Im Gundzsu (Im Geun-ju)                | Csinan nal (지난 날, Jinan nal)        | Ju Dzseha (Yu Jae-ha) (유재하)    |       | 4:1                |
| 7.     | 7      | Pak Csihvan (Park Ji-hwan)     | Pak Csihvan (Park Ji-hwan) I Jonghun (Lee Yong-hun) Ju Dzsiszang (Yu Ji-sang)                                         | There's Nothing Holdin' Me Back        | Shawn Mendes                      |       | 1:4                |
| 7.     | 7      | Zai.ro                         | Zai.ro Cso Hangjol (Jo Han-gyeol) I Sijong (Lee Si-yeong)                                                             | Smooth                                 | Santana                           |       | 1:4                |

### 8–9. epizód: 3. forduló
| Epizód | Párbaj | Csapat                          | Tagok | Dal címe                                                               | Eredeti előadó                            | Videó | Producerek pontjai |
| ------ | ------ | ------------------------------- | --- | ---------------------------------------------------------------------- | ----------------------------------------- | ----- | ------------------ |
| 8.     | 1      | Kevin Oh                        | Kevin Oh Kang Gjongjun (Gang Gyeong-yun) 김준협 Nomad                                                           | Halo                                                                   | Beyoncé                                   |       | 0:5                |
| 8.     | 1      | Zai.ro                          | Zai.ro I Sijong (Lee Si-yeong) Cso Hangjol (Jo Han-gyeol)                                                       | Sucker                                                                 | Jonas Brothers                            |       | 0:5                |
| 8.     | 2      | I'll                            | I'll Kim Hjongu (Kim Hyeong-u) Ha Hjonszang (Ha Hyeon-sang) Hong Dzsinho (Hong Jinho)                           | 1000x                                                                  | Jarryd James                              |       | 5:0                |
| 8.     | 2      | I Nau (Lee Na-u)                | I Nau (Lee Na-u) Kim Jongszo (Kim Yeong-so) Kim Uszong (Kim U-seong)                                            | Home                                                                   | Pak Hjosin (Park Hyo-sin) (박효신)        |       | 5:0                |
| 8.     | 3      | DPOLE                           | DPOLE Kim Dongbom (Kim Dong-beom) Im Hjongbin (Im Hyeong-bin) Hvang Szungmin (Hwang Seung-min)                  | Ghostbusters                                                           | Ray Parker Jr.                            |       | 0:5                |
| 8.     | 3      | Cshö Jongdzsin (Choi Yeong-jin) | Cshö Jongdzsin (Choi Yeong-jin) Pak Cshanjong (Park Chan-yeong) I Cshanszol (Lee Chan-sol)                      | Say Something                                                          | A Great Big World                         |       | 0:5                |
| 9.     | 4      | I Dzsonghun (Lee Jong-hun)      | I Dzsonghun (Lee Jong-hun) Csong Gvanghjon (Jeong Gwang-hyeon) Cshe Bohun (Chae Bo-hun)                         | Ridum szogi ku cshumul (Rideum sogui geu chumeul) (리듬 속의 그 춤을)  | Kim Vanszon (Kim Wan-seon) (김완선)       |       | 0:5                |
| 9.     | 4      | I Dzsuhjok (Lee Ju-hyeok)       | I Dzsuhjok (Lee Ju-hyeok) Sin Gvangil (Sin Gwang-il) Sin Jecshan (Sin Ye-chan)                                  | Hold Back The River                                                    | James Bay                                 |       | 0:5                |
| 9.     | 5      | Pak Csihvan (Park Ji-hwan)      | Pak Csihvan (Park Ji-hwan) Kim Uthak (Kim U-tak) I Dzsavon (Lee Ja-won)                                         | Yo Soy Maria                                                           | Astor Piazzolla                           |       | 2:3                |
| 9.     | 5      | Pendzsi (Benji)                 | Pendzsi (Benji) An Szongdzsin (An Seong-jin) Ju Dzsiszang (Yu Ji-sang)                                          | Sing                                                                   | Pentatonix                                |       | 2:3                |
| 9.     | 6      | Pak Jongdzsin (Park Yeong-jin)  | Pak Jongdzsin (Park Yeong-jin) Kim Hadzsin (Kim Ha-jin) Jang Dzsivan (Yang Ji-wan) Isaac Hong                   | The Time Of My Life                                                    | Bill Medley & Jennifer Warnes             |       | 4:1                |
| 9.     | 6      | Sin Hjongbin (Sin Hyeong-bin)   | Sin Hjongbin (Sin Hyeong-bin) Kim Dzsibom (Kim Ji-beom) Cso Vonszang (Jo Wonsang) Hvang Mindzse (Hwang Min-jae) | Hurin kiok szogi kude (Heurin giok sogui geudae) (흐린 기억 속의 그대) | Hjon Dzsinjong (Hyeon Jin-yeong) (현진영) |       | 4:1                |

### 10–11. epizód: 4. forduló
| Epizód | Párbaj | Csapat                           | Tagok | Dal címe                                             | Eredeti előadó                               | Videó | Legm. p. | Lega. p. | Összp. |
| ------ | ------ | -------------------------------- | --- | ---------------------------------------------------- | -------------------------------------------- | ----- | -------- | -------- | ------ |
| 10.    | 1      | Kim Jongszo (Kim Yeong-so)       | Kim Jongszo (Kim Yeong-so) Csong Gvanghjon (Jeong Gwang-hyeon) Pak Cshanjong (Park Chan-yeong) Pak Jongdzsin (Park Yeong-jin) | Arirang phantadzsi (Arirang pantaji) (아리랑 판타지) | saját szerzemény (Kim Jongszo (Kim Yeong-so) |       | 90       | 75       | 422    |
| 10.    | 2      | Hvang Mindzse (Hwang Min-jae)    | Hvang Mindzse (Hwang Min-jae) Kim Uszong (Kim U-seong) Kim Hadzsin (Kim Ha-jin) Pak Csihvan (Park Ji-hwan)                    | Cake by The Ocean                                    | DNCE                                         |       | 86       | 75       | 408    |
| 10.    | 3      | Kim Dzsunhjop (Kim Jun-hyeop)    | Kim Dzsunhjop (Kim Jun-hyeop) Kang Gjongjun (Gang Gyeong-yun) I Cshanszol (Lee Chan-seol) Im Hjongbin (Im Hyeong-bin)         | Still Fighting it                                    | Ben Folds                                    |       | 95       | 89       | 455    |
| 10.    | 4      | I Nau (Lee Na-u)                 | I Nau (Lee Na-u) Jang Dzsivan (Yang Ji-wan) Kevin Oh Isaac Hong                                                               | Nova hamkke (너와 함께, Neowa hamkke)                | saját szerzemény                             |       | 90       | 78       | 423    |
| 10.    | 5      | Kim Hjongu (Kim Hyeong-u)        | Kim Hjongu (Kim Hyeong-u) I'll Ha Hjonszang (Ha Hyeon-sang) Hong Dzsinho (Hong Jin-ho)                                        | Creep                                                | Radiohead                                    |       | 98       | 82       | 443    |
| 11.    | 6      | Cso Hangjol (Jo Han-gyeol)       | Cso Hangjol (Jo Han-gyeol) Zai.ro Ju Dzsiszang (Yu Ji-sang) I Sijong (Lee Si-yeong)                                           | Tears in Heaven                                      | Eric Clapton                                 |       | 88       | 85       | 430    |
| 11.    | 7      | I Dzsuhjok (Lee Ju-hyeok)        | I Dzsuhjok (Lee Ju-hyeok) Sin Gvangil (Sin Gwang-il) Sin Jecshan (Sin Ye-chan) Cso Vonszang (Jo Won-sang)                     | Swim                                                 | Fickle Friends                               |       | 93       | 88       | 453    |
| 11.    | 8      | Pendzsi (Benji)                  | Pendzsi (Benji) Sin Hjonbin (Sin Hyeon-bin) I Dzsonghun (Lee Jong-hun) Cshö Jongdzsin (Choi Yeong-jin)                        | Dancin                                               | saját szerzemény                             |       | 95       | 87       | 452    |
| 11.    | 9      | Hvang Szungmin (Hwang Seung-min) | Hvang Szungmin (Hwang Seung-min) DPOLE An Szongdzsin (An Seong-jin) Cshe Bohun (Chae Bo-hun)                                  | Uszan (우산, Usan)                                   | saját szerzemény (Cshe Bohun (Chae Bo-hun)   |       | 90       | 79       | 429    |

### 12. epizód: 1. elődöntő
| Ep. | # | Csapat                                   | Tagok | Dal címe                     | Eredeti előadó   | Videó | Legm. p. | Lega. p. | Prod. p. | Köz. p. | Összp. |
| --- | - | ---------------------------------------- | --- | ---------------------------- | ---------------- | ----- | -------- | -------- | -------- | ------- | ------ |
| 12. | 1 | Hoppipolla (호피플라)                    | I'll Kim Jongszo (Kim Yeong-so) Ha Hjonszang (Ha Hyeon-sang) Hong Dzsinho (Hong Jin-ho)                                                        | Hoppípolla                   | Sigur Rós        |       | 950      | 860      | 4590     | 2660    | 7250   |
| 12. | 2 | Aftermoon (애프터문)                     | Kevin oh DPOLE I Dzsonghun (Lee Jong-hun) Cshö Jongdzsin (Choi Yeong-jin)                                                                      | Time After Time              | Cyndi Lauper     |       | 930      | 830      | 4480     | 2600    | 7080   |
| 12. | 3 | Lucy (루시)                              | I Dzsuhjok (Lee Ju-hyeok) Sin Gvangil (Sin Gwang-il) Sin Jecshan (Sin Ye-chan) Cso Vonszang (Jo Won-sang)                                      | Cry Bird                     | Tennyson         |       | 980      | 830      | 4640     | 2820    | 7460   |
| 12. | 4 | Moné (모네)                              | Zai.ro Kim Uszong (kim U-seong) Pendzsi (Benji) Isaac Hong Hvang Mindzse (Hwang Min-jae)                                                       | Kadzsjoga (가져가, Gajyeoga) | saját szerzemény |       | 980      | 850      | 4610     | 2430    | 7040   |
| 12. | 5 | Purple Rain (퍼플레인)                   | Jang Dzsivan (Yang Ji-wan) Kim Hadzsin (Kim Ha-jin) I Nau (Lee Na-u) Csong Gvanghjon (Jeong Gwang-hyeon) Cshe Bohun (Chae Bo-hun)              | Dream On                     | Aerosmith        |       | 990      | 850      | 4590     | 2750    | 7340   |
| 12. | 6 | People on the Bridge (피플 온 더 브릿지) | I Cshanszol (Lee Chan-sol) Kang Gjongjun (Gang Gyeong-yun) Kim Dzsunhjop (Kim Jun-hyeop) Kim Hjongu (Kim Hyeong-u) Im Hjongbin (Im Hyeong-bin) | Best Of You                  | Foo Fighters     |       | 990      | 850      | 4590     | 2540    | 7130   |

### 13. epizód: 2. elődöntő
| Ep. | # | Csapat               | Tagok | Dal címe                  | Eredeti előadó           | Videó | Legm. p. | Lega. p. | Prod. p. | Köz. p. | Összp. |
| --- | - | -------------------- | --- | ------------------------- | ------------------------ | ----- | -------- | -------- | -------- | ------- | ------ |
| 13. | 1 | People on the Bridge | I Cshanszol (Lee Chan-sol), Kang Gjongjun (Gang Gyeong-yun), Kim Dzsunhjop (Kim Jun-hyeop), Kim Hjongu (Kim Hyeong-u), Im Hjongbin (Im Hyeong-bin) | Find You Again            | saját szerzemény         |       | 950      | 880      | 4580     | 2120    | 6700   |
| 13. | 2 | Moné                 | Zai.ro, Kim Uszong (Kim U-seong), Pendzsi (Benji), Isaac Hong, Hvang Mindzse (Hwang Min-jae)                                                       | Uing (우잉, Uing)         | saját szerzemény         |       | 970      | 930      | 4740     | 2660    | 7400   |
| 13. | 3 | Aftermoon            | Kevin Oh, DPOLE, I Dzsonghun (Lee Jong-hun), Cshö Jongdzsin (Choi Yong-jin)                                                                        | Before Sunrise            | saját szerzemény         |       | 960      | 880      | 4590     | 2170    | 6760   |
| 13. | 4 | Lucy                 | I Dzsuhjok (Lee Ju-hyek), Sin Gvangil (Sin Gwang-il), Sin Jecshan (Sin Ye-chan), Cso Vonszang (Jo Won-sang)                                        | Szondzsam (선잠, Seonjam) | saját szerzemény         |       | 980      | 950      | 4860     | 2360    | 7220   |
| 13. | 5 | Purple Rain          | Jang Dzsivan (Yang Ji-wan), Kim Hadzsin (Kim Ha-jin), I Nau (Lee Na-u), Csong Gvanghjon (Jeong Gwang-hyeon), Cshe Bohun (Chae Bo-hun)              | Never Enough              | A legnagyobb showman OST |       | 980      | 900      | 4690     | 2550    | 7240   |
| 13. | 6 | Hoppipolla           | I'll, Kim Jongszo (Kim Yong-so), Ha Hjonszang (Ha Hyeon-sang), Hong Dzsinho (Hong Jin-ho)                                                          | Wake Me Up                | Avicii                   |       | 990      | 900      | 4690     | 2730    | 7420   |

| A két elődöntő összesített eredménye: | A két elődöntő összesített eredménye: | A két elődöntő összesített eredménye: | A két elődöntő összesített eredménye: |
| Sorrend                               | Csapat                                | Pontszám                              | Továbbjutás                           |
| ------------------------------------- | ------------------------------------- | ------------------------------------- | ------------------------------------- |
| 1                                     | Lucy                                  | 14 680                                | Igen                                  |
| 2                                     | Hoppipolla                            | 14 670                                | Igen                                  |
| 3                                     | Purple Rain                           | 14 580                                | Igen                                  |
| 4                                     | Moné                                  | 14 440                                | Igen                                  |
| 5                                     | Aftermoon                             | 13 840                                | Nem                                   |
| 6                                     | People on the Bridge                  | 13 830                                | Nem                                   |

### 14. epizód
A döntőt élőben közvetítették, a nézők SMS-ben szavazhattak a csapatokra.
| Ep. | # | Csapat      | Tagok | Dal címe           | Eredeti előadó           | Videó | Online előszavazás | SMS-szavazás |
| --- | - | ----------- | --- | ------------------ | ------------------------ | ----- | ------------------ | ------------ |
| 14. | 1 | Purple Rain | Jang Dzsivan (Yang Ji-wan), Kim Hadzsin (Kim Ha-jin), I Nau (Lee Na-u), Csong Gvanghjon (Jeong Gwang-hyeon), Cshe Bohun (Chae Bo-hun) | Old And Wise       | The Alan Parsons Project |       | 1974 pont          | 22 498 pont  |
| 14. | 2 | Hoppipolla  | I'll, Kim Jongszo (Kim Yong-so), Ha Hjonszang (Ha Hyeon-sang), Hong Dzsinho (Hong Jin-ho)                                             | One More Light     | Linkin Park              |       | 2958 pont          | 30 711 pont  |
| 14. | 3 | Moné        | Zai.ro, Kim Uszong (Kim U-seong), Pendzsi (Benji), Isaac Hong, Hvang Mindzse (Hwang Min-jae)                                          | idc (i don't care) | saját szerzemény         |       | 1844 pont          | 22 172 pont  |
| 14. | 4 | Lucy        | I Dzsuhjok (Lee Ju-hyek), Sin Gvangil (Sin Gwang-il), Sin Jecshan (Sin Ye-chan), Cso Vonszang (Jo Won-sang)                           | Flare              | saját szerzemény         |       | 1562 pont          | 24 682 pont  |

| Végeredmény | Végeredmény | Végeredmény  |
| Sorrend     | Csapat      | Összpontszám |
| ----------- | ----------- | ------------ |
| 1           | Hoppipolla  | 48 339       |
| 2           | Lucy        | 40 924       |
| 3           | Purple Rain | 39 052       |
| 4           | Moné        | 38 456       |

## Fogadtatás

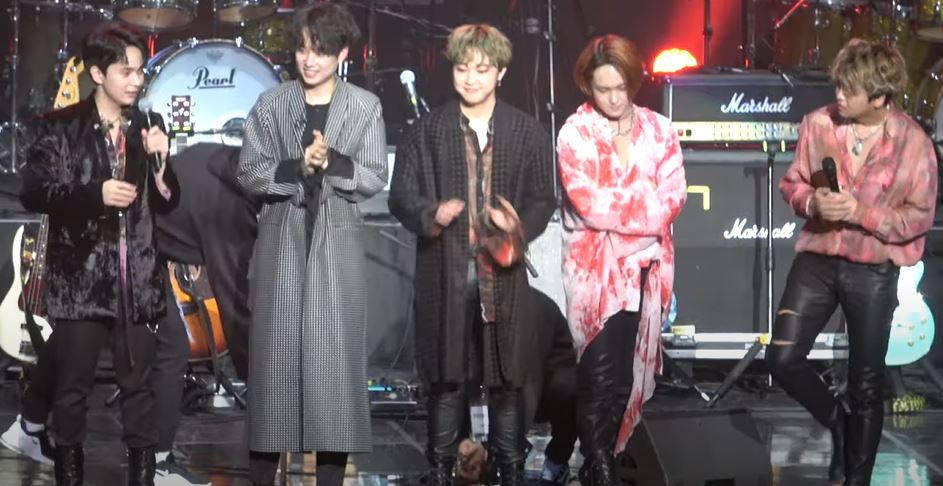
A Purple Rain együttes

A műsort jól fogadták a nézők, pozitív visszhangja volt annak, hogy nem korlátozták a műfajokat a verseny során, így sokféle alkalmi együttes alakulhatott. Külön kiemelték a kritikusok azt is, hogy a műsor indie zenészeknek adott lehetőséget, akiknek sokkal nehezebb reflektorfénybe kerülniük, mint a népszerű idoloknak és troténekeseknek. A műsor jobbára 3% körüli nézettséget produkált, ami előfizetéses kábelcsatorna esetén jó nézettségnek számít Dél-Koreában.
Vitatottnak ítélték meg azonban a producerek döntését, miszerint csak férfi jelentkezőket vártak, és ezt a hirdetésekben is így tették közzé. A döntés hátterében feltehetően az állt, hogy a műsor készítői férfiakból álló „szuperegyüttest” akartak létrehozni, mivel a nézők (és így a fogyasztók) többsége nő. A marketing során azonban általánosan reklámozták az együttesalakítást, a szlogenekben és a leírásban sem esett szó arról, hogy férfiakból álló együttest akarnának létrehozni, így félreérthetővé vált a szándékuk, mintha természetes lenne, hogy egy hangszeres együttes tagjai csak férfiak lehetnek. A műsorban csupán egyetlen nő kapott szerepet, I Szuhjon (Lee Su-hyeon) énekesnő, aki a zsűri tagja volt. Az ő szerepét azonban hevesen támadták, a Money Today szerint a többi zsűritagnál jóval fiatalabb (a felvétel idején alig 20 éves), művészként is tapasztalatlanabb I (Lee) nem a versenyzők tudását, előadását értékelte, hanem egyfajta női rajongóként vett részt a műsorban, aki „szívecskéket rajzol az ujjával” és „cukinak” titulálja a versenyzőket. A szerző úgy vélte, olyan, tapasztaltabb énekesnő kellett volna a zsűribe, mint Kim Juna (Kim Yuna) a Jaurim együttesből.
Felrótták a műsornak azt is, hogy a nézőket csak a legutolsó részben vonták be a döntéshozatalba, addig csupán a zsűri döntésén múlt, ki jutott tovább.

### Nézettség
| Ep. | Dátum       | Nézettség              |
| Ep. | Dátum       | AGB Nielsen (országos) |
| --- | ----------- | ---------------------- |
| 1   | április 12. | 2,1%                   |
| 2   | április 19. | 2,0%                   |
| 3   | április 26. | 1,8%                   |
| 4   | május 3.    | 2,0%                   |
| 5   | május 10.   | 2,4%                   |
| 6   | május 17.   | 2,6%                   |
| 7   | május 24.   | 3,0%                   |
| 8   | május 31.   | 3,0%                   |
| 9   | június 7.   | 2,7%                   |
| 10  | június 14.  | 3,2%                   |
| 11  | június 21.  | 3,5%                   |
| 12  | június 28.  | 3,5%                   |
| 13  | július 5.   | 3,7%                   |
| 14  | július 12.  | 3,6%                   |

## Utóélete
A műsor győztese a Hoppipolla együttes lett, mely a Dreamus Companyvel kötött szerződést. Első kislemezük 2019 novemberében jelent meg About Time címmel. A második helyezett Lucy Jun Dzsongsin (Yun Jong-sin) zsűritag Mystic Story elnevezésű menedzsmentcégéhez került, 2020 májusában Flowering (Kehva (Gaehwa), 개화) címmel adták ki első kislemezüket. Az együttes Superband-beli énekese visszatért eredeti együtteséhez, a Gifthez, a Lucy új énekese pedig Cshö Szangjop (최상엽, Choi Sang-yeop) lett, aki az első fordulóban kiesett. A harmadik helyezett Purple Rain a JTBC Studio-val írt alá, és 2020 februárjában The King Must Die címmel kislemezt jelentetett meg.
2021 nyarán elindult a második évada a műsornak, Superband 2 címmel.

## Fordítás
- Ez a szócikk részben vagy egészben  a(z)   슈퍼밴드 című koreai Wikipédia-szócikk fordításán alapul.  Az eredeti cikk szerkesztőit annak laptörténete sorolja fel. Ez a jelzés csupán a megfogalmazás eredetét és a szerzői jogokat jelzi, nem szolgál a cikkben szereplő információk forrásmegjelöléseként.